# Бартоломеевский
Бартоломеевский — хутор в Саратовском районе Саратовской области России. Основан колонистом колонии Кано Гейнрихом Бартоломеем. О чём выдано разрешение на строительство 23.11.1831г. С 1 января 2022 года входит в состав городского округа Саратова.

## Физико-географическая характеристика
Хутор Бартоломеевский располагается на севере Саратовского района, в 10 километрах от административного центра поселения посёлка Расково, в 11 километрах от областного центра города Саратова, вблизи Саратовской кольцевой автодороги. Хутор располагается на берегах реки Елшанка. Осуществляется регулярное автобусное сообщение в город Саратов - маршрут №463.
Климат
Климат в хуторе Бартоломеевский близок к умеренно-холодному климату, который наблюдается в хуторе Малая Скатовка Саратовского района. Количество осадков является значительным даже в засушливый месяц (согласно классификации климатов Кёппена — Dfa). Среднегодовая температура — 6,4 °C. Самый сухой месяц — март с 24 мм осадков. В августе количество осадков достигает своего пика — в среднем 45 мм.
Часовой пояс
Бартоломеевский, как и вся Саратовская область, находится в часовой зоне МСК+1. Смещение применяемого времени относительно UTC составляет +4:00.
Уличная сеть
В хуторе пять улиц: Заречная, Озерная, Центральная, Рабочая, Сиреневая. Также к селу относятся три территории садово некоммерческих товариществ: Стрелка, Энергетик, Газовик-3 , территория Белтранс и территория Моторком .

## Население
| 2002 | 2010 |
| ---- | ---- |
| 261  | ↗267 |

На 1 января 2020 года в хуторе проживало 318 человек.

## Инфраструктура
В хуторе работает дошкольное образовательное учреждение "Теремок", на территории в 2019 году установлена детская игровая площадка, которой могут воспользоваться все жители хутора. Также осуществляют свою деятельность фельдшерско-акушерский пункт, магазин. Фермерское хозяйство Якунина А.Н. занимается растениеводством.